# Fostoria (dinosaure)
Fostoria dhimbangunmal
Pour les articles homonymes, voir Fostoria.
Genre
Espèce
Fostoria est un  genre fossile de dinosaures ornithopodes herbivores, un iguanodonte basal ayant vécu au début du Crétacé supérieur.
Une seule espèce est rattachée au genre, Fostoria dhimbangunmal, décrite en 2019 par Phil R. Bell (d), Tom Brougham (d), Matthew C. Herne (d), Timothy Frauenfelder (d) et Elizabeth T. Smith (d). Ses fossiles sont épigénisés en opale.

## Fossiles
Les restes fossiles d'un groupe de quatre de ces animaux ont été mis au jour sur un site dans le bassin de Surat dans l’ouest de l'Australie en Nouvelle-Galles du Sud, dans la partie supérieure de la formation géologique de Griman Creek datée du Cénomanien inférieur, soit il y a environ 100 Ma (millions d'années).
Si plus d'une vingtaine d'espèces de dinosaures ont été découvertes en Australie, il s'agit seulement de la seconde espèce d'iguanodontes basaux avec Muttaburrasaurus langdoni.

## Description
Les fossiles retrouvés appartiennent à des juvéniles et à des adultes, ces derniers auraient plus atteindre une longueur totale de 5 mètres.

## Classification
Parmi les iguanodontes basaux, Fostoria  dhimbangunmal se placerait à côté de Talenkauen santacrucensis et de Muttaburrasaurus langdoni.

## Publication originale
- (en) Phil R. Bell, Tom Brougham, Matthew C. Herne, Timothy Frauenfelder et Elizabeth T. Smith, « Fostoria dhimbangunmal, gen. et sp. nov., a new iguanodontian (Dinosauria, Ornithopoda) from the mid-Cretaceous of Lightning Ridge, New South Wales, Australia », Journal of Vertebrate Paleontology, vol. Online edition,‎ 2019, e1564757 (DOI 10.1080/02724634.2019.1564757)